# Антарктика-Чилена (провінція)
Провінція Антарктика-Чилена (ісп. Provincia de la Antártica Chilena) — провінція в Чилі у складі області XII Регіон Магальянес і Чилійська Антарктика. Адміністративний центр — Пуерто-Вільямс.
Включає в себе 2 комуни.
Територія — 14146 км². Населення — 2392 чоловік. Щільність населення — 0 чол/км².

## Географія
Провінція межує:
- На півночі — провінція Тьєрра-дель-Фуего
- На сході — Атлантичний океан
- На півдні — Протока Дрейка
- На заході — Тихий океан

## Адміністративний поділ
Провінція включає в себе 2 комуни:
- Кабо-де-Орнос, адміністративний центр — Пуерто-Вільямс;
- Антарктика (Чилі), адміністративний центр — Вілла-Лас-Естреллас. Територіальні претензії на території, розташовані південніше 60° південної широти, не визнаються світовою спільнотою.

## Найбільші населені пункти
| Чилі | Це незавершена стаття з географії Чилі. Ви можете допомогти проєкту, виправивши або дописавши її. |